# Friedrich Schiller
Johann Christoph Friedrich von Schiller (født 10. november 1759 i Marbach, død 9. maj 1805 i Weimar) er mest kendt som Friedrich Schiller var en tysk digter, historiker og dramatiker.
Han blev født i Marbach am Neckar i Württemberg som søn af militærlæge J. C. Schiller. Hans forældre var ikke særlig velstående, men sendte ham i latinskole og senere Karlsschule (universitetet), hvor han studerede jura og senere medicin.
Han læste Rousseau og Goethe og diskuterede klassiske idealer med sine studiekamerater. Som student skrev han sit første skuespil, Die Räuber (Røverne), om en gruppe naive revolutionære og deres tragiske skæbne.
I 1780 blev han militærlæge i Stuttgart. Som følge af opførelsen af Die Räuber i Mannheim 1781 blev han arresteret og fik forbud mod at skrive. Han flygtede via Leipzig og Dresden til Weimar i 1787. I 1789 blev han professor i historie og filosofi i Jena, hvor han udgav historiske værker. 1790 giftede han sig med Charlotte von Lengenfeld, og i 1799 vendte han tilbage til Weimar, hvor Goethe overtalte ham til at fortsætte med at skrive skuespil. Han og Goethe grundlagde Weimar Theater, som blev et førende teater i Tyskland. Han døde i Weimar af tuberkulose. Han blev adlet i 1802.
Universitetet i Jena har siden 1934 haft navn efter Schiller og han har en buste i Walhalla.

## Værker
- Die Räuber (1781)
- Die Verschwörung des Fiesco zu Genua (1783)
- Kabale und Liebe – Ein bürgerliches Trauerspiel (1784)
- An die Freude (1785)
- Don Carlos (1787)
- Geschichte des Abfalls der vereinigten Niederlande...(1788)
- Geschichte des dreißigjährigen Krieges (1790)
- Xenien (sammen med Goethe) (1797)
- Musenalmanach (1797)
- Wallenstein-trilolgi (1799)
- Macbeth – oversættelse og bearbejdning af Shakespeares skuespil (1800)
- Maria Stuart (1800)
- Wilhelm Tell (1804)